# Дикий Олексій Олександрович
Олексій Олександрович Дикий (позивний — Дикий ; укр. Дикий Олексій Олександрович ; рід. 5 липня 1974, Макіївка, Донецька область, Українська РСР, СРСР) — колабораціоніст, генерал-полковник поліції Росії (2023) . Герой Донецької Народної Республіки (2015).
Міністр внутрішніх справ самопроголошеної «Донецької Народної Республіки» (2015—2022). Тимчасово виконуючий обов'язки Міністра внутрішніх справ окупаційного уряду ДНР (з 11 грудня 2022 року).
Через підтримку російсько-української війни — під санкціями 27 країн ЄС, Великобританії, США, Канади, Швейцарії, Австралії, Японії, України, Нової Зеландії.</img>.

## Біографія
Народився 5 липня 1974 року у місті Макіївка Донецької області.
Після закінчення середньої школи проходив службу в органах внутрішніх справ України .
У 2011 році був призначений на посаду начальника відділу боротьби з незаконним обігом наркотиків Донецького міського управління ГУМВСУ в Донецькій області, отримав звання підполковника міліції.
Після початку збройного конфлікту на Донбасі зайняв бік сепаратистів. З квітня 2014 року перебував у будівлі Донецької обласної державної адміністрації, був помічений під час штурму обласної прокуратури. У травні — червні 2014 року брав участь у захопленні адміністративної будівлі УБОЗ .
Далі проходив службу першим заступником міністра внутрішніх справ ДНР, забезпечував порядок на «параді полонених» 24 серпня 2014 року.
Указом Голови ДНР від 8 листопада 2014 року № 7 Дикому було надано звання генерал-майора поліції ДНР.
За участь у боях за Дебальцеве 21 лютого 2015 року отримав звання Героя Донецької Народної Республіки.
1 березня 2015 року призначений виконувачем обов'язків, потім з 15 квітня 2015 року міністром внутрішніх справ Донецької Народної Республіки.
У 2017 році створив та очолив Оперативно-бойове тактичне формування (ОБТФ). У 2019 році Денис Пушилін, своїм наказом № 22 від 6 лютого 2019 року, присвоїв цьому підрозділу найменування «Каскад» .
Після початку російського вторгнення в Україну ОБТФ «Каскад», за інформацією Держдепартаменту США, брало активну участь у штурмі «Азовсталі» і в боях за Маріуполь . Також, за їхньою інформацією, Дикий курирує фільтраційні табори, розташовані в Донецькій області України. У листопаді 2022 року Дикого було помічено під Павлівкою Донецької області, де він провів нагородження бійців сепаратистських військ .
За словами незалежного дослідника Кріса Оуена, який цитує голову правозахисної групи «Русь сидяча» Ольгу Романову, воєнізована група Вагнера, яка і без того була відома своєю жорстокістю, створила «Компанію дикунів», що складається з найжорстокіших завербованих ув'язнених, яка базується в Донецьку і очолюється міністром внутрішніх справ Донецької Народної Республіки Олексієм Диким .
11 грудня 2022 року, наказом Міністерства внутрішніх справ Російської Федерації № 1490 л/с О. Дикий був призначений тимчасово виконуючим обов'язки Міністра внутрішніх справ з анексованої частини Донецької області вже як «суб'єкта Російської Федерації» . Указом Президента Російської Федерації від 21.02.2023 № 114 йому було надано спеціальне звання генерал-полковник поліції.